# Microeca hemixantha
Microeca hemixantha е вид птица от семейство Petroicidae. Видът е почти застрашен от изчезване.

## Разпространение
Видът е разпространен в Индонезия.